# Драган Димић
Драган Димић (Гњилане, 14. октобар 1981) српски је бивши професионални фудбалер.